# Rhynchosia gandensis
Rhynchosia gandensis är en ärtväxtart som beskrevs av Antonio Rocha da Torre. Rhynchosia gandensis ingår i släktet Rhynchosia och familjen ärtväxter. Inga underarter finns listade i Catalogue of Life.